# Estollo
Estollo település Spanyolországban, La Rioja autonóm közösségben. Estollo Badarán, Villaverde de Rioja, Tobía, Berceo és San Millán de la Cogolla községekkel határos. Lakosainak száma 86 fő (2024).

## Népesség
A település népessége az elmúlt években az alábbi módon változott:
| Lakosok száma | 131  | 126  | 110  | 102  | 98   | 94   | 95   | 85   | 82   | 86   |
|               | 2001 | 2004 | 2007 | 2009 | 2012 | 2014 | 2017 | 2019 | 2022 | 2024 |